# Kemény János (matematikus)
Kemény János György (John G. Kemeny) (Budapest, 1926. május 31. – New Hampshire, USA, 1992. december 26.) zsidó származású magyar-amerikai matematikus, számítástechnikus.

## Életpályája

### Fiatalkora
Édesapja, Kemény Tibor fűtermesztéssel, magkereskedéssel, bankszakmával foglalkozott. Édesanyja Fried Lucia volt. Családjával Budapesten élt, elemi iskolába a Vilmos császár úti (ma: Bajcsy-Zsilinszky út) Rácz-féle magániskolába járt, ahol évekig Balázs Nándor volt a padtársa. Gimnáziumba a Berzsenyi Dániel Gimnáziumba járt.
1940-ben a második zsidótörvény elfogadása után emigrált a Kemény család. Nagyapja azonban nem volt hajlandó elhagyni az országot. Nagyapja, nagynénje és a nagybátyja a holokauszt áldozata lett.
Középiskolai tanulmányait New Yorkban fejezte be. Katonai szolgálatra Los Alamosba került, s a Manhattan terv keretében a későbbi Nobel-díjas Richard Feynman munkatársa volt. Találkozott az Amerikában dolgozó magyar fizikusokkal: Teller Edével, Wigner Jenővel, Szilárd Leóval.

### Princetoni időszak
1947-ben leszerelt, és a Princetoni Egyetemen lediplomázott, 1949-ben doktorált logikából, majd Albert Einstein tanársegédje lett. Együtt kutatták ekkor az egyesített térelméletet. 1949-ben szerzett doktori fokozatot, ezt követően a Haditengerészet princetoni kutatóintézetében, majd az egyetem filozófiai tanszékén dolgozott. Nagy hatással volt rá Neumann Jánoson kívül Bertrand Russell is. Később a Kenti Egyetem munkatársa lett. Jellemző rá, hogy amikor autót vett, a „LOGIC” (LOGIKA) rendszámot íratta rá.

### A Dartmouthi Főiskolán
27 évesen meghívták a Dartmouthi Főiskolára matematikaprofesszornak. Két év múlva a Matematikai Intézet vezetője lett. 1962-ben ő javasolta az egyetemi számítógépközpont megépítését is; a központot végül 1966-ban adták át. 1963-ban elkészült a Thomas Kurtz-cal közösen kidolgozott, első időosztásos számítógépes rendszer, amely megnövelte a processzorok kihasználtságát, ezzel a rendszerteljesítményét is. Ezért a vívmányáért 1990-ben megkapta az IBM első Louis Robinson-díját. Szintén Kemény és Thomas Kurtz közös munkájának eredménye a BASIC (Beginner's All Purpose Symbolic Instruction Code) programozási nyelv kifejlesztése, ami a 80-as években több számítógép „beépített” nyelvévé vált.
Kemény egyébként a ma közkedvelt elektronikus levelezés (e-mail) úttörője volt. Felesége egy 200 km távolságban levő főiskolán dolgozott. A két főiskola központi gépének összekapcsolásával létrejött az első „internet” amelyen keresztül levelezhettek.
1970-ben a főiskola rektora lett, ezt a tisztet 1981-ig töltötte be – munkásságával, eredményeivel téve világhíressé a kis vidéki főiskolát. Több újítást is bevezetett. Lehetővé tette feketék, nők és indián őslakosok beiratkozását a főiskolára, amelyen addig a rendkívül konzervatív hagyományok ezt nem engedték meg. Tanítás iránti elkötelezettségét jól mutatja, hogy a Dartmouthban a rektort a tanítástól eltiltó szabályzat ellen fellázadt, és lemondásáig tartott órákat, nem csak matematikus hallgatóknak.
A Three Mile Island-i atomerőmű-baleset után őt kérték fel a kormányzati vizsgálat vezetésére.
Életében csak egyszer látogatott vissza Magyarországra: egy rövid időre 1964-ben.

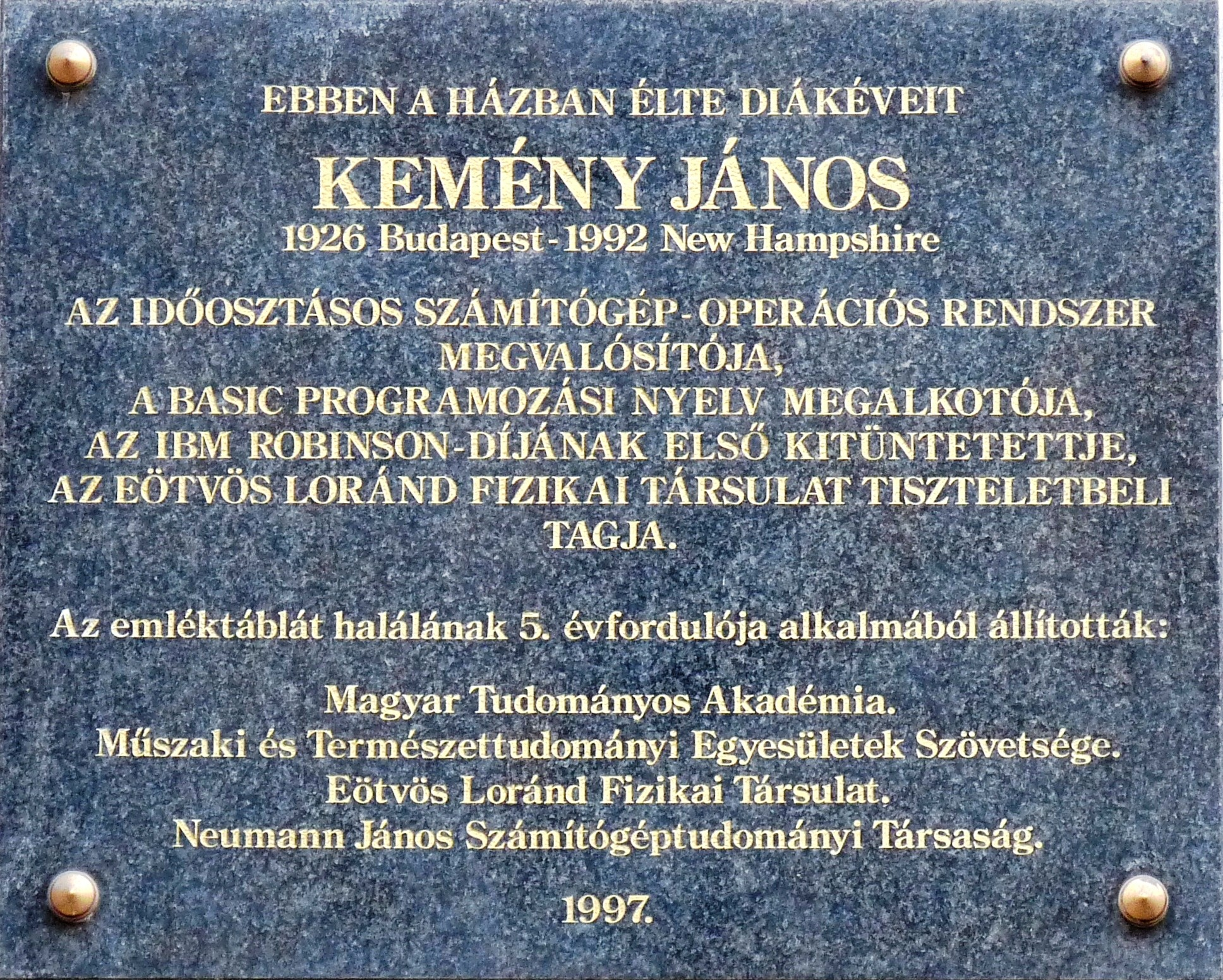
Emléktáblája Budapesten, a Bajcsy-Zsilinszky út 38. sz. ház falán)

## Főbb művei
- Introduction to Finite Mathematics (with J. L. SNELLL, G. L. THOMPSON), 1957;
- A Philosopher Looks at Science, 1959;
- Finite Markov Chains (with J. L. SNELL), 1960;
- BASIC Programming (with T. E. KURTZ), 1967;
- Man and the Computer, 1972 (Magyarul: Az ember és a számítógép, Gondolat Kiadó,  1978)